# وو کوانیو
وو کوانیو (انگلیسی: Wu Quanyou؛ 
۱۸۳۴
–
۱۹۰۲ (۶۷−۶۸ سال)
) یک رزمی‌کار اهل چین بود.
وی یک معلم برجستهٔ تای چی چوان در اواخر امپراتوری چین بود و پسرش بنیانگذار سبک وو در تای چی چوان محسوب می‌شود.
وی متعلق به اقوام منچو در چین بود.